# Liste der Kellergassen in Hadersdorf-Kammern
Die Liste der Kellergassen in Hadersdorf-Kammern führt die Kellergassen in der niederösterreichischen Gemeinde Hadersdorf-Kammern an.
Die Keller an der Bundesstraße Richtung Gedersdorf werden als Kellergasse an der Bundesstraße in der Liste der Kellergassen in Gedersdorf beschrieben.
| Foto |                 | Kellergasse         | Standort                                           | Beschreibung |
| ---- | --------------- | ------------------- | -------------------------------------------------- | --- |
| ja   | Datei hochladen | Sachsenberg         | KG: Hadersdorf am Kamp Standort                    | Die einseitige Einzelkellergasse befindet sich weit außerhalb des Hauptorts nordwestlich des Bahnhofs in Hang- und Grabenlage. Auf 400 Metern Länge befinden sich 31 Gebäude, einige davon um- oder neugebaut. Die meisten Presshäuser sind traufständig. |
| BW   | Datei hochladen | Grub                | KG: Kammern (Gemeinde Hadersdorf-Kammern) Standort | Die beidseitige Einzelkellergasse befindet sich nördlich außerhalb von Kammern in einem Hohlweg. Sie besteht aus 10 Kellern, mehrheitlich in Schildmauerform, auf 200 Metern Länge.                                                                       |
| BW   | Datei hochladen | Kellergasse Kammern | KG: Kammern (Gemeinde Hadersdorf-Kammern) Standort | Die einseitige Einzelkellergasse befindet sich östlich außerhalb von Kammern an einer Geländekante. Sie besteht aus 38 Gebäuden, mehrheitlich traufständig, auf 600 Metern Länge.                                                                         |

| Foto:                    | Fotografie der Kellergasse (Gesamtheit). Klicken des Fotos erzeugt eine vergrößerte Ansicht. Daneben finden sich zwei Symbole: \| Weitere Bilder vorhanden \| Das Symbol bedeutet, dass weitere Fotos des Objekts verfügbar sind. Durch Klicken des Symbols werden sie angezeigt. \| \| Eigenes Foto hochladen \| Durch Klicken des Symbols können weitere Fotos des Objekts in das Medienarchiv Wikimedia Commons hochgeladen werden. \| |
| Name:                    | Bezeichnung der Kellergasse |
| Standort:                | Es ist die Katastralgemeinde (KG) angegeben. Durch Aufruf des Links Standort wird die Lage der Kellergasse in verschiedenen Kartenprojekten angezeigt. |
| Beschreibung             | Kurze Beschreibung der Kellergasse |
| Weitere Bilder vorhanden | Das Symbol bedeutet, dass weitere Fotos des Objekts verfügbar sind. Durch Klicken des Symbols werden sie angezeigt. |
| Eigenes Foto hochladen   | Durch Klicken des Symbols können weitere Fotos des Objekts in das Medienarchiv Wikimedia Commons hochgeladen werden. |